# ديفيد هارتلي
ديفيد هارتلي (28 مارس 1963 في المملكة المتحدة - ) (بالإنجليزية: David Hartley)‏ هو لاعب كريكت بريطاني. لعب مع Berkshire County Cricket Club ‏.